# Jaguar XJ
Jaguar XJ je modelová řada luxusních sedanů britské automobilky Jaguar Cars (od roku 2013 Jaguar Land Rover) vyráběný v letech 1968 - 2019. Vyráběl se v pěti různých generacích a platforem (uvedeny v letech 1968, 1986, 1994, 2003 a 2009) z nichž vycházelo i mnoho různých variant a derivátů. Řada XJ, debutující sedanem XJ6 první série v roce 1968, byla od roku 1970 vlajkovou lodí Jaguaru v segmentu luxusních čtyřdveřových limuzín. Původní model byl posledním modelem Jaguaru, na kterém se podílel Sir William Lyons, zakladatel společnosti, a model byl nesčetněkrát oceňován v médiích a otiskován na předních stránkách motoristických časopisů.

## Série I (1968 – 1973)
Jaguar XJ6, poprvé představený na autosalonu v Paříži, byl posledním vozem značky, jenž vznikal ještě pod vedením jejího zakladatele, sira Williama Lyonse, který stál také osobně za jeho vzhledem. Díky skvělým jízdním vlastnostem, kvalitnímu ovládání a zároveň značnému luxusu a tichému motoru nastolil Jaguar nové parametry pro konkurenční luxusní automobily a vytyčil směr vývoje budoucích modelů vlastní značky. Jaguar XJ6 ve výrobním programu značky nahradil většinu stávajících osobních modelů (420, Mark II, S-Type), vyjma sportovního modelu E-Type a luxusního 420G. Písmena XJ představují interní označení automobilky pro Experimentální Jaguar.
XJ6 byl nabízen s řadovým šestiválcem XK o objemu 4235 cm3 s výkonem 205 koní (151 kW) nebo s menším, od něho odvozeným šestiválcem o objemu 2792 cm3 a výkonu 150 koní (110 kW). Častější varianta se silnějším motorem těsně dosahovala hranice 200 km/h (124 mil/h), slabší motorizace poskytovala max. rychlost mezi 185 – 190 km/h. Slabinou menšího motoru bylo zrychlení z 0 na 100 km/h, které vozu s tímto motorem trvalo přes 11 sekund a s použitím automatické převodovky ještě narůstalo, a slabá celková výkonnost, jež byla v rozporu se sportovním charakterem 4,2litrového modelu. Není proto divu, že se XJ6 s motorem 2,8 litru prodalo jen 19 322 exemplářů oproti 59 077 vozům s motorem 4,2 litru (do roku 1973).
Sedan s délkou 4,8 metru používal nezávislé zavěšení zadních kol z modelu Mark X na příčných a podélných ramenech s vinutými pružinami a stabilizátorem. Po něm zdědil také hydraulické kotoučové brzdy s posilovačem na všech čtyřech kolech. K přenosu síly motoru na zadní poháněnou nápravu sloužila čtyřstupňová manuální, plně synchronizovaná převodovka nebo častější automatická třístupňová Borg-Warner.
V roce 1969 měl premiéru Daimler Sovereign, který byl, stejně jako jeho stejnojmenný předchůdce, pouhou designovou úpravou originálního XJ6. Tato luxusnější varianta se od původního modelu lišila pouze tradiční rýhovanou maskou chladiče ve stylu všech předchozích automobilů Daimler, chromovou lištou vedoucí prostředkem karoserie a změněnými emblémy a znaky automobilky. Byl nabízen s motorem 2,8 l i 4,2 l, od roku 1972 také s prodlouženým rozvorem s označením Sovereign LWB. Vozů Daimler Sovereign 1. série vzniklo ve všech prodejních variantách přes 15 000 exemplářů.

### Jaguar XJ12

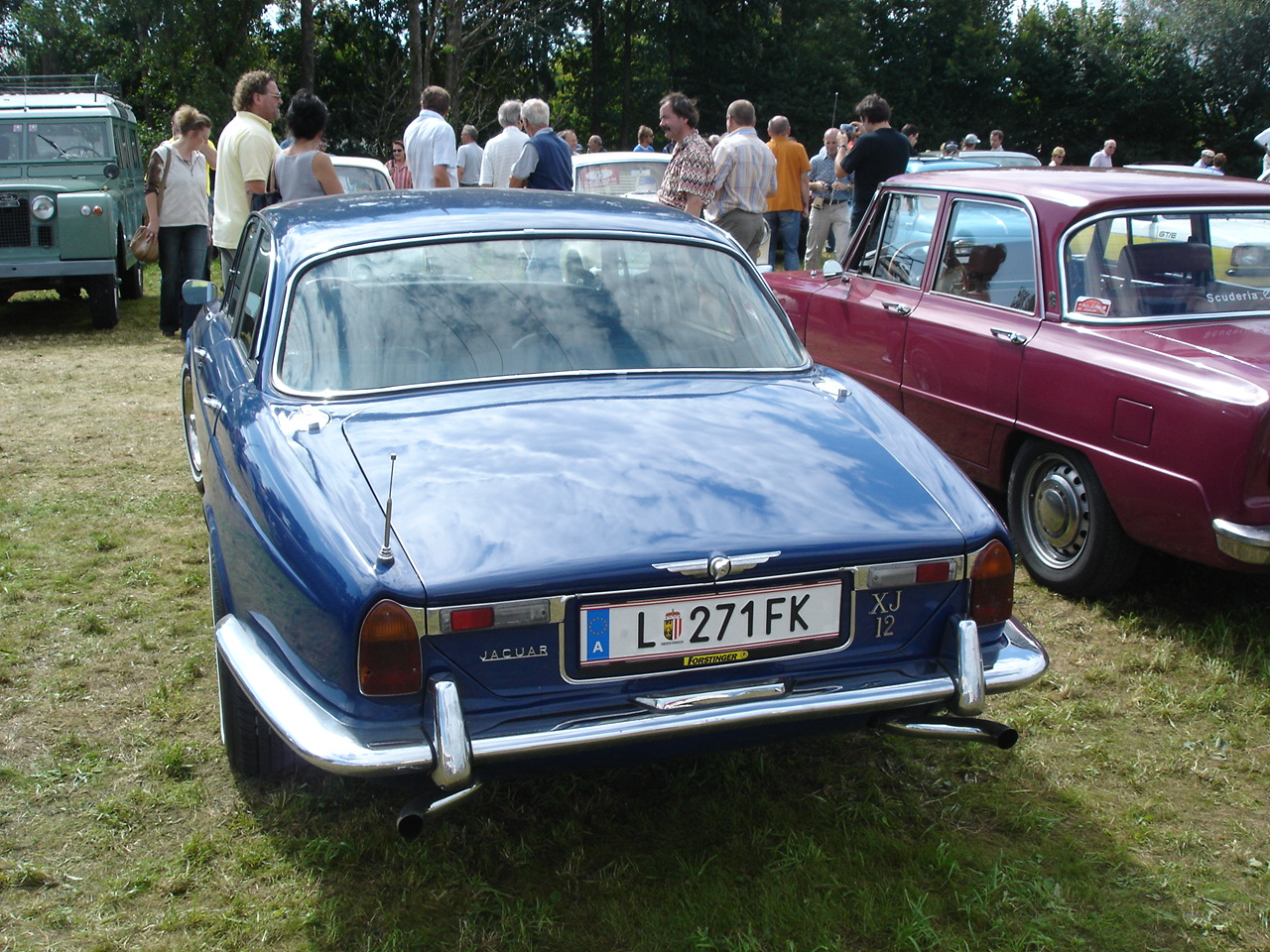
Jaguar XJ12

V roce 1972 byl představen nový model s karoserií totožnou s modelem XJ6, ovšem s dvanáctiválcovým motorem 5,3 l pod kapotou (odtud název XJ12). V době svého uvedení se jednalo o jediný čtyřdveřový dvanáctiválcový vůz na trhu a zařadil se také mezi nejrychlejší čtyřmístné automobily světa. XJ12 dosahoval maximální rychlosti 225 km/h (140 mil/h) a zrychlil z 0 na 100 km/h za 8,1 s. Vidlicový dvanáctiválcový motor s rozvodem DOHC byl poprvé použit u sportovního modelu E-Type poslední 3. série v roce 1971. Jeho původ lze vystopovat k závodnímu speciálu XJ 13 z let 1966/1967, který nakonec nebyl nikdy použit, ovšem pro něho vyvinutý motor sloužil pod kapotou modelů Jaguar až do roku 1992. Měl objem 5343 cm3 a poskytoval výkon 269 k (198 kW).
Společně s Jaguarem XJ12 se prodávala také verze s logem automobilky Daimler pod názvem Double-Six. Opět se jednalo o pouhou stylistickou úpravu designu. Větší rozdíly a především vyšší míru luxusu přinesla až vrcholová verze Daimler Double-Six Vanden Plas s prodlouženým rozvorem, poskytujícím větší prostor posádce na zadních sedadlech. Název Double-Six nebyl pro vozy Daimler novým pojmem, stejné jméno nesl také slavný stejnojmenný dvanáctiválcový model z 20. a 30. let, tedy ještě z éry samostatnosti Daimleru. Dohromady vzniklo 885 exemplářů modelů Double-Six 1. série.
Na prodlouženou variantu Vanden Plas navázaly od roku 1972 prodloužené verze také zbývajících typů XJ, nesoucí označení XJ6 L (pouze u 4,2 litrového modelu), XJ 12 L a Daimler Sovereign LWB. O tyto modely byl menší zájem než o standardní provedení, ve všech modelových řadách vzniklo 2038 vozů (1. série).

## Série II (1973 – 1979)

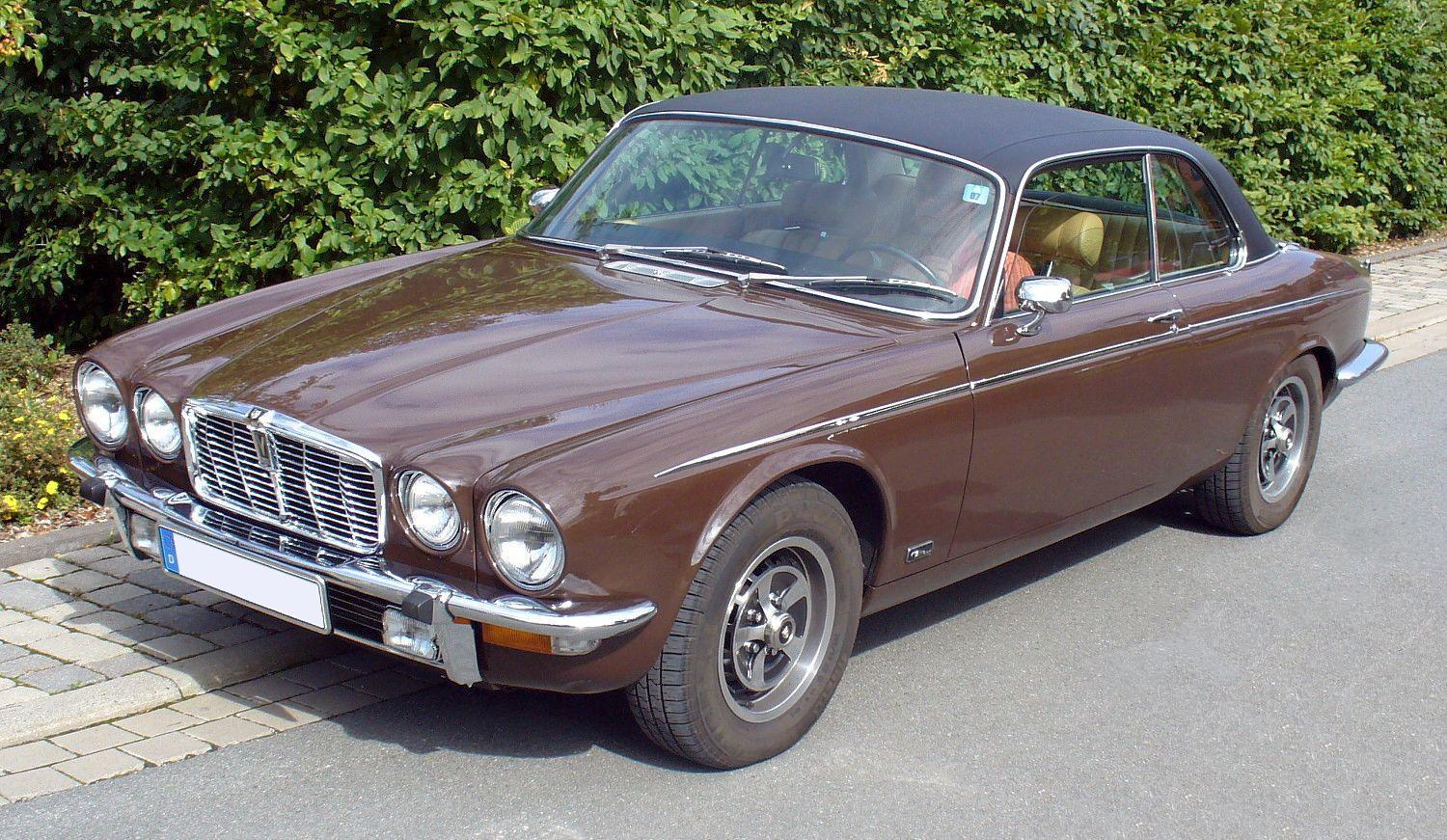
Jaguar XJ12-C

V roce 1973 mělo na autosalonu v německém Frankfurtu nad Mohanem premiéru nové provedení řady XJ, nazývané Series II. Vzhledem se vůz od 1. série odlišoval pouze v detailech, které si vyžádaly severoamerické bezpečnostní předpisy. Modernizované XJ dostalo vyšší přední nárazník, menší přední masku chladiče doplněnou zmenšeným otvorem pro přívod vzduchu skrytým pod nárazníkem a upravené světlomety. Změny se dotkly i interiéru, především přístrojové desky. Přístroje dostaly nové uspořádání v dřevěném obložení, kolébkové spínače nahradily páčky na sloupku řízení a byl vylepšen také systém topení. Zmíněné designové změny se týkaly všech provedení řady XJ (XJ6, XJ12 i provedení značek Daimler).
V nabídce zůstal šestiválcový motor 4,2 litru a také motor V12 5,3 litru. Menší 2,8litrový šestiválec byl pro přílišnou nespolehlivost v roce 1975 nahrazen osvědčeným šestiválcem XK o objemu 3,4 litru. Již od svého uvedení se série 2. nabízela ve dvou variantách s kratším či delším rozvorem náprav. Od roku 1975 bylo k dostání již jen provedení s delším rozvorem (kromě odvozených kupé).

## XJ Coupé (1975 – 1978)
Ve stejném roce jako byla představena druhá série limuzíny XJ, bylo k vidění také z ní vycházející kupé postavené na kratším podvozku označované XJ6-C nebo XJ12-C. Upravený vůz přišel o zadní pár dveří, který vynahradily prodloužené přední dveře, nově bez rámů oken. Chyběl také středový B sloupek, přičemž došlo k rozšíření sloupků zadních. Charakteristickým znakem byla také černá vinylová střecha, která byla ovšem náchylná k defektům způsobeným počasím.
Přestože bylo kupé představeno již v roce 1973, jeho sériová produkce byla zahájena až v roce 1975. Přispěla k tomu zřejmě také ropná krize roku 1973, která nepřála silným vozům s vysokou spotřebou. Za tři roky výroby se prodalo v provedení se šestiválcem 4,2 l, dvanáctiválcem 5,3 l a modelů Daimler Sovereign Coupé a Double-Six Coupé na 10 000 exemplářů. K nepříliš příznivým prodejům přispělo také uvedení nového sportovního vozu značky Jaguar vycházejícího z technických základů řady XJ, modelu XJ-S, který se stal nástupcem úspěšného modelu E-Type a nabízel oproti kupé XJ větší odlišnost od sedanu XJ a především větší důraz na sportovní jízdu.

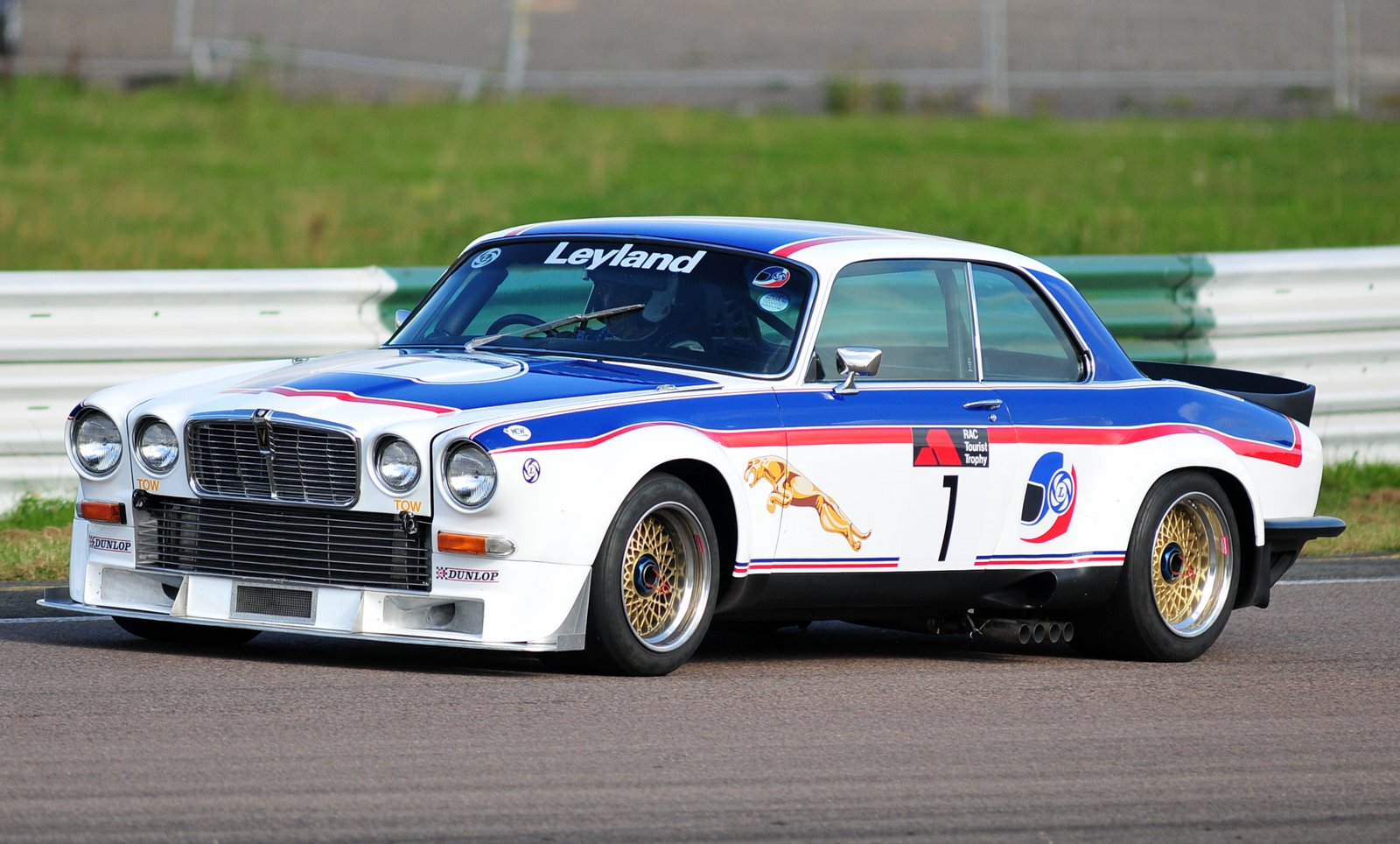
závodní XJ12-C Broadspeed

Jaguar XJ12-C byl využit také pro závody mistrovství Evropy cestovních vozů, kde byl v roce 1976 nasazen koncernem British Leyland (BL), pod který Jaguar od roku 1968 spadal. O stavbu a provoz vozu se starala soukromá stáj Broadspeed. Motor vozu měl nepatrně větší objem o 73 cm3 a kompresní poměr zvýšen na 12:1, takže spolu s dalšími úpravami dával výkon až 500 koní (372,8 kW) Až 300 km/h jedoucí vůz však nedosáhl velkého úspěchu, navzdory talentovaným jezdcům. Závodní XJ12-C byl k vidění i v ČSSR na okruhu v Brně, ovšem po nezdařené sezóně v ME cestovních vozů v roce 1977 byla jeho závodní aktivita ukončena. Celkem byly vyrobeny čtyři vozy.

## Série III (1979 – 1992)

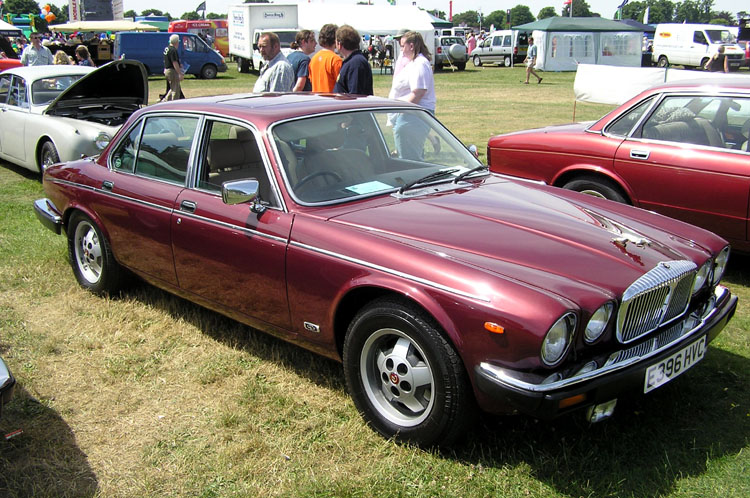
1988 Daimler Double Six
(Jaguar top model)

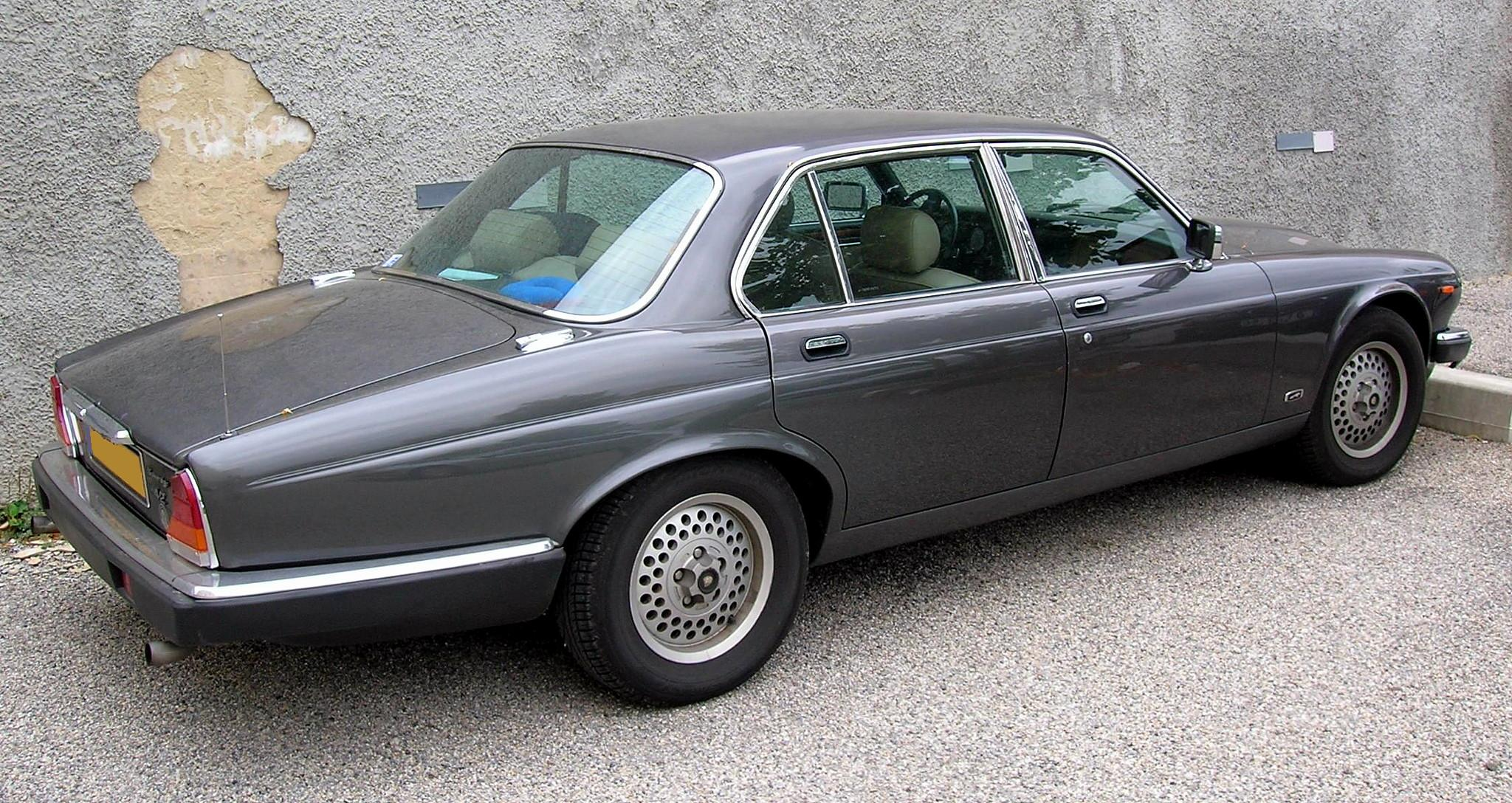
Jaguar Sovereign 4,2L

V roce 1979 došlo k poslední modernizaci původní generace (nazývané Mark 1) limuzíny XJ, která nyní nesla označení Series III. Změny se týkaly především vnějšího vzhledu, o které se postaralo věhlasné italské designové studio Pininfarina. Byla zvětšena plocha oken, přibyla plošší střecha, ovšem s mírně zvětšeným prostorem pro hlavy cestujících, a předchozí dvoudílná přední boční okna byla v zájmu bezpečnosti nahrazena většími jednodílnými. Velkými stylistickými změnami prošla také příď vozu s novou maskou chladiče tvořenou pouze vertikálními lištami. Charakteristickým znakem třetí série jsou černé plastové nárazníky orámované na horní hraně ozdobnou chromovanou lištou, které nahradily klasické chromové. Modernizací prošel i interiér s nově přepracovanými sedadly, na přání nabízenou sluneční střechou či tempomatem.
Nabídka motorů zůstala nezměněna: šestiválec 3,4 l (nově i pro kontinentální Evropu, v USA nebyl nabízen) a 4,2 l společně s dvanáctiválcem 5,3 l. Silnější šestiválec a dvanáctiválec ovšem dostaly v zájmu snížení spotřeby a emisí vstřikování od firmy Bosch. U motoru V12 bylo v zájmu zajištění dostatečné prodejnosti nutné další vylepšení v oblasti spotřeby, a tak se v roce 1981 začala nabízet varianta s přepracovanou hlavou válců označovaná H.E. (zkratka High Efficiency), která našla uplatnění také ve sportovním XJ-S.
Již v druhé polovině 70. let začalo docházet k poklesům prodejů celé značky Jaguar, především z důvodů neustále se snižující kvality nových výrobků. Vinu za tento problém neslo z velké části vedení koncernu British Leyland (Jaguar součástí od 1968), které nebylo schopno zajistit úroveň kvality z dob samostatnosti značky. Problémy se stupňovaly i po představení 3. série, ovšem po nástupu Johna Egana do pozice ředitele společnosti se kvalita a dílenské zpracování začaly opět zlepšovat. Prodeje do konce poloviny 80. let začaly stoupat a Jaguar tak byl připraven na privatizaci, která proběhla v roce 1984 pod záštitou konzervativní politiky premiérky Margaret Thatcherové a přinesla značce kýženou nezávislost na stagnujícím koncernu Leyland.
V roce 1983 došlo ke změně názvů v celé modelové paletě řady XJ. Nejvýznamnější změnou bylo přejmenování Daimleru Sovereign na Jaguar Sovereign, který se stal nejexkluzivnějším nabízeným produktem pod značkou Jaguar. Vozy se znakem Daimleru se nyní označovaly pouze jako Daimler 4.2 a Daimler Double-Six a nahradily provedení Vanden Plas na pozici nejluxusnějšího modelu řady XJ. Název Vanden Plas byl nadále používán pouze na severoamerickém trhu (od 1985).
Výroba šestiválcového Jaguaru XJ6 Series III. skončila v roce 1987. Model XJ12 zůstal v nabídce až do roku 1992, byl tedy šest let nabízen souběžně s nástupcem řady XJ Mark 1 (Série I.,II. a III.), typem XJ40.